# Joelle
Joelle（ジョエル、1980年9月26日 - ）は、日本の女性歌手、シンガーソングライター。アメリカユタ州生まれ、秋田県育ち。本名は渡辺・ジョエル・洋子。

## 概要
アメリカ合衆国・ユタ州ソルトレイクシティ生まれ、秋田県秋田市新屋育ち。アメリカ人の父と日本人の母を持つ三女。
名前の「ジョエル」はアメリカの歌手、ビリー・ジョエルに由来し、父親が名付けた。
父親の影響を受け、2歳の頃から作曲、5歳からピアノ、17歳から声楽を習い始める。影響を受けたアーティストとしてリサ・ローブ、サラ・マクラクラン、ジェームス・テイラー、マイケル・ジャクソン、ボーイズIIメンなども挙げている。
秋田市立勝平小学校、秋田市立勝平中学校、聖霊女子短期大学付属高等学校を卒業後、ヤマハ音楽院に入学、特待生となった。在学中の2000年に山本剛大（現・solaya）とのユニット「Lovable」名義でPlayStation 2専用ゲーム『G-SAVIOUR』の主題歌「Of My Dream」、「Dear Mother」を手掛ける（ボーカルのほか“Joelle Youko Checketts”名義で作詞も担当）。
2002年、プロデューサーであるゲイリー・ベイカーからオファーがあり、単身渡米。
2004年にNHK総合の音楽番組『青春のポップス』などに出演していたrua（Christy & Clinton）のクリントンと結婚。
2006年にユニバーサル・レコードと契約、福山雅治の『美しき花』にコーラスとして加わる。『TRICK 新作スペシャル』及び『トリック劇場版2』エンディングテーマ「ラッキー・マリア」でメジャーデビュー。
2007年、キングレコードよりジャズアルバム『Love Letters』をリリース。
2010年には夫であるクリントンと共にシンガーソングデュオ「Joelle & Clinton」を結成。
同年6月からはSound HorizonやLinked Horizonのサポートメンバーとして参加。ボーカル・コーラスのほか、ボイスアクターなども担当。
以降もジャズを中心にシンガーとして活動。数多くのCMソングを歌っているほか、秋田県をメインにライブ活動を行ったり、ジャズコンサートやABSのラジオ番組、秋田テレビの番組などにも出演している。
2011年11月より秋田を離れ、夫の母国であるニュージーランドへ移住。
2016年5月、バスケットボール女子日本代表「国際強化試合三井不動産BE THE CHANGE CUP」対豪戦において、日本とオーストラリア両国の国歌斉唱を歌い上げる。
2016年春より、東京を拠点に本格的な音楽活動を展開中。

## ディスコグラフィー

### シングル
- ラッキー・マリア（2006年6月8日）
  1. Lucky Maria - テレビドラマ『TRICK 新作スペシャル』、映画『トリック劇場版2』主題歌
  2. Vein
  3. Lucky Maria (Instrumental)
  4. Vein (Instrumental)

- 裸身（2006年11月8日）
  1. 裸身 - 映画『TANNKA 短歌』主題歌
  2. I Miss You
  3. 裸身 (Instrumental)
  4. I Miss You (Instrumental)

### ミニアルバム
- Lucky Maria（2006年1月18日）
  1. ラッキー・マリア - テレビドラマ『TRICK 新作スペシャル』、映画『トリック劇場版2』主題歌
  2. Eternity
  3. 夕陽が沈んだら私達も夜になろう
  4. And I Love You For It
  5. By Your Side
  6. Under Celestial Skies
  7. ラッキー・マリア (TRICK version)

- Calling out to you（2010年9月26日） ※Joelle & Clinton名義でのリリース
  1. The 21st year of my life
  2. Calling out to you (English version)
  3. Low gear
  4. What would I give
  5. Just beyond the clouds
  6. Calling out to you 〜ぬくもりが記憶になるまでに〜
  7. Low gear (instrumental sing with Joelle)
  8. Just beyond the clouds (instrumental sing with Clinton)

### アルバム
- Love Letters（2007年10月24日）
  1. You Must Believe In Spring
  2. When I Fall In Love
  3. My Wild Irish Rose
  4. That's All
  5. My Romance
  6. Love Letters
  7. Be My Love
  8. So In Love
  9. Moon River

### ライブ・コンサート
- ジョエル X'masディナーショー（2009年12月23日、秋田・第一会館本館）
- Joelle & Clinton ワンマンライブ（2010年5月14日、秋田・イーホテルショッピングモール）
- Jazz Impression（2010年5月15日、秋田・高性寺）
- Jazz Impression（2010年8月8日、秋田・高性寺）
- Sensyu-Park Jazz Impression vol.1（2010年9月18・19日、秋田・千秋公園二の丸） ※Joelle & Clintonとして出演
- Dancing Revolution Reset4（2010年10月2・3日、秋田） ※Joelle & Clintonとして出演
- Joelle & Clinton Concert in Tokyo on Christmas Eve（2010年12月24日） ※Joelle & Clintonとして出演
- 小沼ようすけ×Joelle & Clinton スペシャルライブ（2011年2月9日、秋田市文化会館） ※Joelle & Clintonとして出演
- 横手北都会2011 Joelle Concert（2011年7月21日、秋田・アルヴェ）
- ALVE EVENING JAZZ SELECTION（2011年7月22日、秋田・横手セントラルホテル）
- 東日本大震災チャリティーライブ（2011年7月23日、岩手・すぺいん倶楽部）
- Sensyu-Park Jazz Impression vol.2（2011年9月3日、秋田・千秋公園二の丸）
- Joelle & Clinton スペシャルコンサート（2011年10月26・29日、秋田・沖縄）
- Red House Joelle Special Live（2013年8月3日、秋田・Red House）
- Joelle Concert 2013（2013年11月15日、秋田アトリオン）

## 参加作品

### ボーカル参加・作詞提供
テレビ番組
- テレビ東京『Disney Time』（2000年）
  - オープニングテーマ（作詞、ボーカル）
- テレビ東京『ガイスターズ FRACTIONS OF THE EARTH』（2001年）
  - エンディングテーマ「True Answer」（ボーカルのみ担当）

ゲーム
- PlayStation 2専用ゲーム『G-SAVIOUR』（2000年）
  - 主題歌「Of My Dream」、「Dear Mother」（ユニット「Lovable」名義でボーカル、Joelle Youko Checketts名義で作詞も担当）
- PlayStation 3専用ゲーム『ファイナルファンタジーXIII-2』（2011年）
  - ゲストボーカルとして「Starting Over」、「Plains of Eternity」、「Yeul's Theme」、「Runited Hometown」を担当

CMソング
- ジェットスター・ジャパン、Canon（EOS 5D）、ソフトバンク（Merry Christmas）、NEC（LaVie）、ルル（ルルアタックEX）、ホンダ・シビック、山崎製パン（ダブルソフト） ほか多数
- Joelle & Clintonとしてはマクドナルド（たまごダブルマック）、スズキ・ワゴンR など

### FictionJunction / 梶浦由記
CD
- アルバム『PARADE』（2023年4月19日）
  - Prologue
  - ことのほかやわらかい
  - 夜光塗料
  - Beginning
  - もう君のことを見たくない
  - 8月のオルガン
  - moonlight melody
  - Parade
- アルバム「The Works for Soundtrack Ⅱ」（2023年12月6日）
  - The main theme of "L.O.R.D:Legend of Ravaging Dynasties"

DVD & Blu-ray
- プリンセスプリンシパル THE LIVE Yuki Kajiura×Void_Chorus（2020年3月27日）
- FictionJunction『PARADE』初回生産限定盤付属Blu-ray「Yuki Kajiura LIVE Vol.#16 〜Sing a Song Tour〜」（2023年4月19日）
- ソードアート・オンライン -フルダイブ-（2023年7月8日）
- 梶浦由記『30th Anniversary Early BEST Collection for Soundtrack』初回生産限定盤付属Blu-ray「Yuki Kajiura LIVE 番外編 〜STUDIO配信LIVE Vol.#1 reprise!」（2023年12月6日）

### Sound Horizon / Linked Horizon
サポートメンバーとしてボーカル、コーラス、ボイスアクターなどを担当。
CD
- Sound Horizon
  - イドへ至る森へ至るイド（2010年6月16日） - この狭い鳥籠の中で
  - Märchen（2010年12月15日） - 宵闇の唄、磔刑の聖女、暁光の唄
  - ハロウィンと夜の物語（2013年10月9日）
  - Nein（2015年4月22日） - 忘れな月夜
- Linked Horizon
  - ルクセンダルク小紀行（2012年8月22日） - 希望へ向う譚詩曲
  - ルクセンダルク大紀行（2012年9月19日） - Theme of the Linked Horizon、ルクセンダルク紀行、花が散る世界、希望へ向う譚詩曲

DVD & Blu-ray
- 7th Story Concert Märchen 〜キミが今笑っている、眩いその時代に…〜（2011年7月27日）
- ルクセンダルク紀行（2013年3月20日）
- The Assorted Horizons（2014年6月18日）

写真集
- Memorial Issue Sound Horizon 7th Story Concert 「Märchen」 〜キミが今笑っている、眩いその時代に…〜（2011年5月20日）
- Memorial Issue The Great Hope of the Territorial Revival（2011年12月10日）

ライブ・コンサート
- 国王生誕祭 休日スペシャル2010（2010年6月19日・20日、国立代々木競技場）
- 7th Story Concert Märchen 〜キミが今笑っている、眩いその時代に…〜（2010年12月22・23・25・26日：パシフィコ横浜、12月29・30日：東京国際フォーラム） - エリーザベト役
- 7th Story Concert Märchen 〜キミが今笑っている、眩いその時代に…〜 追加公演（2011年1月13・14日、パシフィコ横浜） - エリーザベト役
- Sound Horizon Live Tour 2011 第一次領土復興遠征（2011年7月7日：東京、7月13日：埼玉、8月6日・7日：愛知、8月14日：栃木、8月19日：静岡、8月27日：韓国、9月16日：神奈川）
- Sound Horizon Live Tour 2011 第一次領土復興遠征 凱旋公演（2011年9月27日、Zepp Sendai）
- Revo Linked BRAVELY DEFAULT Concert（2012年11月25日、横浜アリーナ）
- Linked Horizon トーク＆ライブイベント「自由への進撃」（2013年7月9・25日、東京公演）
- Revo's Halloween Party（2013年10月26日、さいたまスーパーアリーナ）
- 9th Story Concert Nein 〜西洋骨董屋根裏堂へようこそ〜（2015年4月25・26日：NHKホール、4月29・30日・5月2・3・4日：オリックス劇場、5月20・21日：東京国際フォーラム） - エリーザベト役
- 9th Story Concert Nein 〜西洋骨董屋根裏堂へようこそ〜 追加公演（2015年5月23・24日：東京国際フォーラム） - エリーザベト役